# Rory Kinnear

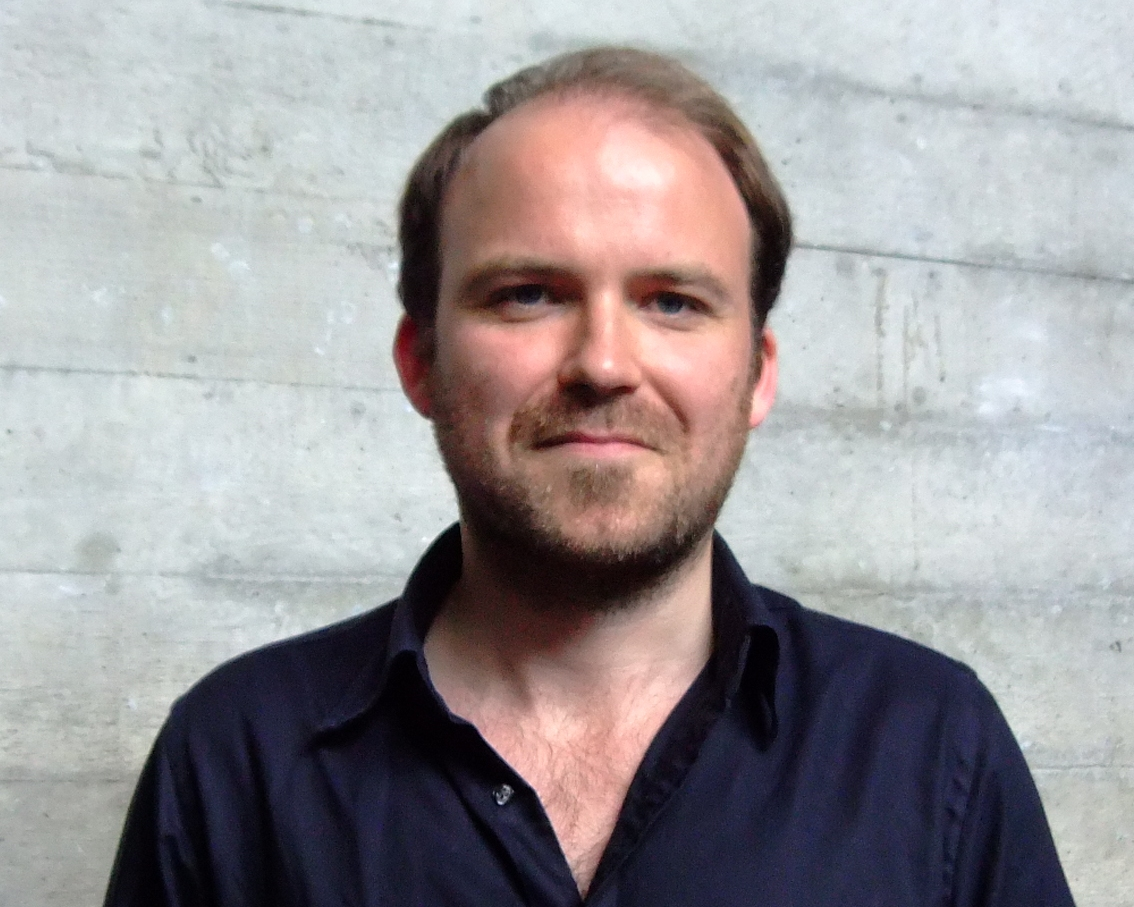
Rory Kinnear (2012)

Rory Kinnear (* 17. Februar 1978 in London, England) ist ein britischer Schauspieler.

## Leben
Rory Kinnear wurde als Sohn des Schauspielerehepaares Roy Kinnear und Carmel Cryan geboren. Er hat zwei Geschwister. Sein Vater starb, als Rory zehn Jahre alt war. Er studierte Schauspielerei an der London Academy of Music and Dramatic Art und ist seit 2002 in verschiedenen Fernsehproduktionen als Schauspieler zu sehen. Zudem ist er als Theaterschauspieler aktiv.
Seit 2008 in dem Film James Bond 007: Ein Quantum Trost spielt er wiederkehrend die Rolle von Ms Assistenten Bill Tanner, wodurch er einem breiteren internationalen Publikum bekannt wurde. Diese Figur war zuvor von Michael Kitchen zuletzt in James Bond 007 – Die Welt ist nicht genug (1999) dargestellt worden. Auch an dem Computerspiel 007 Legends aus dem Jahr 2012 war Kinnear als Synchronsprecher von Tanner beteiligt. Von 2014 bis 2016 war er in einer wiederkehrenden Rolle als John Clare in der Serie Penny Dreadful zu sehen.
Bei den British Independent Film Awards 2012 erhielt Kinnear die Auszeichnung als Bester Nebendarsteller für seine Rolle in Broken.

## Filmografie (Auswahl)
- 2004: Judas und Jesus (Judas)
- 2005: Silent Witness (Fernsehserie, Folgen 9x05 und 9x06)
- 2008: Messias – Die sieben Zeichen (Messiah: The Rapture)
- 2008: James Bond 007: Ein Quantum Trost (Quantum of Solace)
- 2010: Wild Target – Sein schärfstes Ziel (Wild Target)
- 2011: Black Mirror (Fernsehserie, Folge 1x01)
- 2012: Broken
- 2012: James Bond 007: Skyfall
- 2014: The Imitation Game – Ein streng geheimes Leben (The Imitation Game)
- 2014: Cuban Fury – Echte Männer tanzen (Cuban Fury)
- 2014–2016: Penny Dreadful (Fernsehserie, 22 Folgen)
- 2015: Es ist kompliziert..! (Man Up)
- 2015: James Bond 007: Spectre (Spectre)
- 2016: Das Gesetz der Familie (Trespass Against Us)
- 2017: iBoy
- 2017: Guerrilla (Miniserie)
- 2018: Peterloo
- 2019: Brexit – Chronik eines Abschieds (Brexit: The Uncivil War, Fernsehfilm)
- 2019: Years and Years (Fernsehserie, sechs Folgen)
- 2020: Penny Dreadful: City of Angels (Fernsehserie)
- 2021: James Bond 007: Keine Zeit zu sterben (No Time to Die)
- 2022: Our Flag Means Death (Fernsehserie, 7 Folgen)
- 2022: Men – Was dich sucht, wird dich finden (Men)
- seit 2023: Diplomatische Beziehungen (The Diplomat, Fernsehserie)
- 2024: The Ministry of Ungentlemanly Warfare
- 2024: Der Herr der Ringe: Die Ringe der Macht (The Lord of the Rings: The Rings of Power, Fernsehserie)
- 2025: Toxic Town (Fernsehserie)